# 7309 Shinkawakami
7309 Shinkawakami este un asteroid din centura principală de asteroizi.

## Descriere
7309 Shinkawakami este un asteroid din centura principală de asteroizi. A fost descoperit pe 28 martie 1995 la Oizumi de Takao Kobayashi. El prezintă o orbită caracterizată de o semiaxă mare de 2,19 ua, o excentricitate de 0,12 și o înclinație de 4,9° în raport cu ecliptica.